# Mavrovosee
Der Mavrovosee (mazedonisch Мавровско Езеро Mavrovsko Ezero; albanisch Liqen/-i i Mavrovës) ist ein in der Mitte des 20. Jahrhunderts erstellter Stausee im Westen Nordmazedoniens. Er gehört zur Opština Mavrovo i Rostuša und liegt inmitten des Mavrovo-Nationalparkes in der Region Mavrovo sowie im Mavrovo-Tal. Die umliegenden Bergketten erreichen Höhen von bis zu 2000 Meter über Adria und gehören teilweise zum Gebirgsmassiv der Šar Planina (Norden) und teilweise zu demjenigen der Bistra (Süden). Dieser ist nur 20 Kilometer Luftlinie westlich vom See entfernt. Mit 13,7 km² Wasseroberfläche gehört der Mavrovosee zu den größeren Seen des Landes. Bei seiner tiefsten Stelle ist er 48 Meter tief.
Mavrovi Anovi, Leunovo, Nikiforovo und Mavrovo zählen zu den Uferorten des Sees. In diesen Dörfern zusammen leben rund 340 ständige Einwohner.

## Zu- und Abflüsse
Der Damm beim Uferort Mavrovi Anovi staut die Mavrovska Reka auf etwa 1230 m ü. A., welche nach zirka 10 Kilometer in die Radika mündet. Diese ihrerseits mündet weiter in den Debarsee. Weitere größere Zuflüsse des Mavrovosees sind die Leunska Reka, die Petilepska Reka und die Kakačka Reka (von Norden nach Süden genannt).

## Geschichte
Mit der Stauung der Mavrovska Reka füllte sich das große Mavrovo-Tal mit Wasser und bildete so den Mavrovosee, der 10 Kilometer lang und 3 Kilometer breit ist. 1957 wurde in Vrutok nordöstlich des Sees bei Gostivar ein Wasserkraftwerk errichtet, das durch einen rund fünf Kilometer langen Kanal mit dem etwa 600 Meter höher gelegenen See betrieben wird. 1959 kamen weitere Kraftwerke in Raven – nördlich von Vrutok – und in Vrben – in der Nähe des Staudammes – dazu. Alle drei haben eine Produktionsleistung von 390 Millionen Kilowattstunden pro Jahr.

## Tourismus
Der Mavrovosee ist zusammen mit den umliegenden Bergregionen ein beliebtes Feriengebiet. Im Sommer kommen Bade- und Wandertouristen; im Winter sind es Schneesportler im Skigebiet Zare Lazarevski oberhalb des Dorfes Mavrovo.